# Dyckia dusenii
Dyckia dusenii är en gräsväxtart som beskrevs av Lyman Bradford Smith. Dyckia dusenii ingår i släktet Dyckia och familjen Bromeliaceae. Inga underarter finns listade i Catalogue of Life.